# Kaman 22
Le Kaman 22 (persan : پهپاد کمان ۲۲) est un véhicule aérien de combat sans pilote (UCAV) iranien à large fuselage dévoilé le 24 février 2021 par l'armée de l'air de la République islamique d'Iran (IRIAF),. On dit[Qui ?] qu'il s'agit du premier drone à large fuselage du pays. La portée du Kaman 22 est d'environ 3 000 km et il peut transporter 300 kg d'explosif,,.
Selon le commandant de l'IRIAF, Aziz Nasirzadeh, le Kaman 22 est le premier drone de combat à large fuselage de fabrication nationale dans le pays capable de transporter toutes sortes de munitions,. Sept points d'emport sont installés sur le drone, une caméra sur une boule rotative à 360° qui dispose d'une capacité infrarouge et d'un télémètre laser ont également été installés.